# 空気亜鉛電池
空気亜鉛電池（くうきあえんでんち、英語：zinc–air battery）は、燃料電池の一種で単に空気電池とも呼ばれる。現在では主にボタン型電池として利用され、使用時には電極に張られているシールを剥がして用いる。一度剥がしたシールを貼り直して保存することはできない。正極に空気中の酸素、負極に亜鉛を使用するものを言う。電解液にはアルカリ金属水酸化物が使われるが、現在では水酸化カリウムを用いるものが主流。現在はドライタイプがあり、過去にはウェットタイプがあった。
化学反応としては、
- 正極: {\displaystyle {\ce {{O2}+{2H2O}+4{\mathit {e}}^{-}->4OH^{-}}}}
- 負極: {\displaystyle {\ce {{Zn}+4OH^{-}->{Zn(OH)4^{2}^{-}}+2{\mathit {e}}^{-}->{ZnO}+{H2O}+2{OH^{-}}+2{\mathit {e}}^{-}}}}

という反応である。電圧は1.35 - 1.4V。

## 歴史
空気亜鉛電池の歴史は古く、1907年にフランスのフェリーによって考案された。しばらくは大型のものしかなく、電話交換機用や気象観測用ブイなどに使用された。現在のようなボタン形の空気電池は1970年代後半に米国のグールド社（現在のデュラセル社）によって開発された。日本では1980年に開発されたが、特許の関係で販売が開始されたのは1986年になってからである。1970年代、1990年代には一時期電気自動車の電源として試験された。1990年代に欧州で試験された時はメカニカルチャージ式（電解液と陰極を交換）だった。充電式の空気亜鉛電池の場合、空気極とは別に充電用の電極が空気極と陰極の間に設けられていた。充電時のデンドライト（樹枝状） 析出により、セパレータを突き抜けて両極の短絡・ 活物質の脱落をもたらすため充電回数が限られる。

## 形状
正極側に「孔」と呼ばれる穴がいくつも開いており、ここから酸素を電池内部に供給する。補聴器向けの高出力タイプは通常のものより孔が大きくなっている。使用前は正極側に酸素を遮断するためのシールが貼られていて、これを剥がしてから使う。一度剥がせば放電状態になるため、時間とともに電池寿命が短くなっていく。このシールを貼り直した場合は劣化を抑えて長持ちさせることができる。ただし、もともと電池に貼られていたシール以外では不具合の原因になる場合が在るため、使用しないほうがよい。ちなみに、シールを剥がしても直ぐには電力は得られず、剥がしてから大体1分前後から電力が得られる。

## 長所
- 放電時の電圧変動が少ない
- 比較的大容量
- 安価

## 短所
使用する環境によって影響を受ける。
- 気温は20度が最適であり、5度では著しく寿命が低下するため、寒所で使用する場合は、体温などで保温する必要がある。冷えてしまった場合は暖めれば寿命が回復する。
- 湿度は60%が最適であり、それ以上でもそれ以下でも 十分な性能が発揮されない。
- 二酸化炭素量は2000ppmが最適である。暖房機器から発生する二酸化炭素によりアルカリ性の電解液が炭酸塩を生成して寿命に影響を及ぼす。そのため、空気電池とストーブを併用する時は、十分に換気を行うことが社団法人電池工業会から推奨されている。一度に高濃度の二酸化炭素に触れさせると、不可逆的に寿命が低下する可能性がある。

## 反応式
空気亜鉛電池では以下の化学反応が起きる。
- 陽極: {\displaystyle {\ce {{Zn}+4OH^{-}->{Zn(OH)4^{2}^{-}}+2{\mathit {e}}^{-}}}} {\displaystyle {\rm {(E_{0}=-1.25V)}}}
- 電解液: {\displaystyle {\ce {Zn(OH)4^2- -> ZnO + H2O + 2OH^-}}}
- 陰極: {\displaystyle {\ce {{O2}+{2H2O}+4{\mathit {e}}^{-}->4OH^{-}}}} {\displaystyle {\rm {(E_{0}=0.4V)}}}
- 全体:  {\displaystyle {\ce {2Zn + O2 -> 2ZnO}}} {\displaystyle {\rm {(E_{0}=1.65V)}}}

酸化亜鉛の状態を使用しない反応の場合、これは正確ではない。
- 陽極: {\displaystyle {\ce {{Zn}+2OH^{-}->{Zn(OH)2}+2{\mathit {e}}^{-}}}} {\displaystyle {\rm {(E_{0}=-1.25V)}}}
- 陰極: {\displaystyle {\ce {{O2}+{2H2O}+4{\mathit {e}}^{-}->4OH^{-}}}} {\displaystyle {\rm {(E_{0}=0.4V)}}}
- 全体: {\displaystyle {\ce {2Zn + O2 + 2H2O -> 2Zn(OH)2}}} {\displaystyle {\rm {(E_{0}=1.65V)}}}

## 主な用途
電池の特性上、常時使用し続ける機器に向いていることから現在ボタン式空気電池は補聴器の電源として使われているが、同じ理由で以前PHS、ページャーに使われたことがあった。またかつては大型のものが電話交換機、気象観測用ブイ、電車の踏切警報機の軌道回路用、米国では鉄道信号などで使われた。

## 充電式空気亜鉛電池
充電式空気亜鉛電池は水溶性電解質の密閉化が難しく亜鉛に起因する問題により開発は困難だった。問題は不均一なデンドライトの生成で電解質の溶媒が制限された。充電に使用できる空気極で放電時に生成した酸素を開放できるようにする事は困難だった。試験された膜は低効率だった。充電に必要な電圧は放電時よりもはるかに高く充電効率は50%に満たなかった。電極の充放電の機能をそれぞれ単一の機能のものに分離した場合、大きさ、重量は増え、構造は複雑になる。満足のいく充電システムは潜在的に廉価な材料で高エネルギーである。2014年12月、日立造船が充電式空気亜鉛電池を開発したと報じられた。容量はリチウムイオン二次電池の約5倍、充放電を繰り返してもほとんど性能劣化がみられないという。2016年末までに製品化予定。

### 機械式充電式電池
充電可能な方法で負極と電解液を機械式に交換する方法が使えるかもしれない。本質的には一次電池を再生利用または亜鉛粉や他の形態の反応剤を使用する。機械式充電システムは1960年代に軍用電子機器で高出力で簡単に充電できる方法として調査された。機械式充電システムは電気自動車の用途で再び研究されている。高頻度で交換を要する大規模な空気亜鉛電池を充電する為にいくつかの研究が進められている。サービスステーションで使用済みの電解質と新しい亜鉛を補給する。
空気亜鉛燃料電池の課題として亜鉛の補給と酸化物の連続的な処理が常に課題となる。ペースト状や錠剤状の亜鉛を押し出して電極に供給する方法で解決した。使用済みの亜鉛酸化物はポンプで排出タンクに貯蔵される。また、炭化水素を改質燃料を燃料電池の正極で使用する場合に補助反応剤として亜鉛を使用する電気化学システムが検討されている。

## 自動車での使用
自動車の燃料として空気亜鉛電池や使用場所での水素の製造に亜鉛の使用が検討された。空気亜鉛充電池は高い電圧である。亜鉛は幅広く低コストで供給され電力を生産するのに軽量である。これらの要素が空気亜鉛電池を自動車に使用する動機となっている。Gulf General Atomicは20 kWの電池を自動車に使用する事を実証してゼネラルモータースは1970年代に試験を実施したが販売には至らなかった。
固体の亜鉛は液体のようには便利に移動は出来ない。また錠剤状の十分小さい大きさであればポンプが使える。燃料電池は使用済みの亜鉛と新しい亜鉛を速やかに交換できる必要がある。

## リサイクル回収の仕方
電池のプラスとマイナスをセロハンテープなどで絶縁してから、空気電池を販売しているボタン電池回収推進センターの回収協力店（補聴器販売店、家電販売店、時計店、カメラ店等）のボタン電池回収缶に入れる。回収協力店に貯まった使用済みボタン電池をボタン電池回収推進センターが定期的に引き取り、適正処理する。

## 製造会社
- 株式会社ネクセル
- ファルタ・マイクロバッテリー
- iCellTech(アイセルテック)